# Ermanno Loescher
Ermanno Loescher, nato Friedrich Hermann Loescher (AFI: [ˈlœʃɐ]) (Lipsia, 31 luglio 1831 – Torino, 22 novembre 1892), è stato un editore tedesco naturalizzato italiano.

## Biografia
Nipote di Benedictus Gotthelf Teubner, nel 1861 si trasferì dalla Germania a Torino con la sua famiglia. Acquistò la «Libreria Internazionale» avente sede in via Po. Nel giro di pochi anni divenne la libreria fornitrice della Casa Reale, dell'Accademia delle scienze e di altri istituti scientifici di Torino.
Nel 1865 Loescher aprì nuove sedi della libreria a Firenze nel 1865 e, dopo il 20 settembre 1870, a Roma.
Nel 1867 iniziò la produzione di libri e l'Associazione tipografica libreria italiana, per poi divenire direttore del periodico mensile di servizio Bibliografia d'Italia, compilata sui documenti comunicati dal Regio Ministero della Istruzione pubblica, che per prima iniziò a fornire ai librai informazioni sulle pubblicazioni su tutto il territorio nazionale.